# Inmigración venezolana en Italia
La inmigración venezolana en Italia es el movimiento migratorio desde Venezuela hacia Italia. Se compone principalmente de ciudadanos venezolanos de ascendencia italiana que retornan a la tierra de sus antepasados, así como de ciudadanos italianos con la residencia en el país suramericano. El término ítalovenezolano está muy extendido y se refiere a alguien nacido en Italia con residencia o nacionalización en Venezuela, como también a alguien nacido en Venezuela con algún antepasado italiano.

## Demografía
El Instituto Nacional de Estadísticas Italiano indica que al menos 7.347 venezolanos permanecen actualmente como residentes en Italia, a principios del 2018.
| 2012  | 2013  | 2014  | 2015  | 2016  | 2017  | 2018  | 2019   |
| ----- | ----- | ----- | ----- | ----- | ----- | ----- | ------ |
| 4.787 | 5.138 | 5.506 | 5.642 | 5.849 | 6.327 | 7.347 | 51 000 |

El consulado italiano en Maracaibo calculó en 2011 que 3.326 venezolanos, descendientes de italianos, regresaron.
El crecimiento del flujo migratorio comenzó en 2014. Entre enero y julio de 2017, 106 venezolanos pidieron asilo. Según el Ministerio del Interior Italiano, en septiembre otros 54 venezolanos solicitaron asilo en Italia, un 43 por ciento más que el mes anterior.

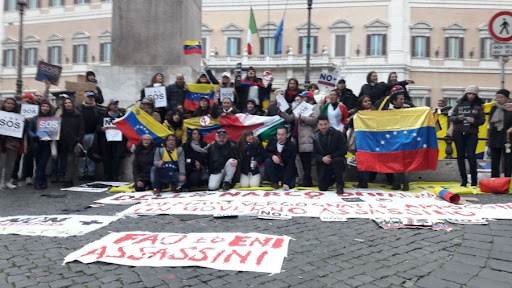
Los ítalo-venezolanos manifestando contra el gobierno de Maduro

El Alto Comisionado de las Naciones Unidas para los Refugiados (ACNUR) registró 135.000 solicitudes de asilo de ciudadanos venezolanos en los primeros siete meses de 2018, un 20 por ciento más que todo 2017.